# Club Deportiu Masnou
El Club Deportiu Masnou és un club de futbol català de la ciutat de El Masnou. Juga els seus partits com a local al Camp Municipal d'Esports del Masnou, que tot i ser propietat de l'Ajuntament del Masnou es troba al terme municipal d'Alella, ja que la Riera d'Alella separa ambdues poblacions.

## Història

### Fundació i inicis
El Club Deportiu Masnou es va fundar el 20 d'agost de 1920, amb Pere Sensat com a primer president i seccions de futbol, atletisme i natació. El primer camp de futbol al Masnou es va inaugurar un any després. Durant els primers anys una sèrie de divergències entre els dirigents de l'entitat va provocar una escissió entre "Club Deportiu Masnou" i "Centre d'Esports Masnou", un club que només va arribar als tres anys de vida (1921-1924). Els integrants del desaparegut "Centre d'Esports" es tornarien a unir llavors al "CD Masnou", que es convertiria des d'aquell moment en el club de futbol referència al poble.
La figura més destacada del club durant els anys trenta va ser el futbolista Peret Nogués, que perdria la vida a la guerra civil espanyola. Durant els primers vint-i-cinc anys el club tan sols va participar en campionats amateurs no oficials, que van anar portant cada cop més gent al camp. La guerra va aturar parcialment l'activitat futbolística, però després del conflicte el club es va reorganitzar i la temporada 1946-1947 es decidia inscriure el primer equip en la categoria d'afeccionats.

### Creixement
La temporada 1951-52 arribava el primer èxit esportiu important amb l'ascens a Primera Regional, tot i que només un any després l'equip tornaria a les categories d'aficionats i s'hi mantindria fins als anys seixanta. El 16 d'agost del 1953 es va disputar un partit entre el CD Masnou (Selecció de "Residentes") i una selecció d' "Estiuejants" integrada per Alfredo Di Stefano, Ladislao Kubala i César Rodriguez, entre altres jugadors del FC Barcelona. Va ser el segon partit d'Alfredo Di Stefano a Espanya i un dels pocs que disputaria amb els que haguessin estat els seus companys al FC Barcelona. El Municipal es va omplir de gom a gom, un fet que llavors era habitual tots els partits del primer equip, fos quin fos el rival.
A partir del 1960, coincidint amb el creixement en tots els sentits de la vil·la, el club va seguir creixent socialment i sobretot esportivament. L'estiu del 1961 el primer equip va assolir l'ascens a Segona Territorial Catalana, categoria en la qual hi va estar quatre anys fins que al final de la temporada 1964-65 va guanyar la promoció d'ascens davant UE Rubí, UE Sitges i UE Cornellà i va pujar a Primera Territorial Catalana. La progressió continuaria la temporada 1968-69 amb la consecució d'un nou èxit, el campionat de Primera Territorial i l'ascens a Preferent.

### Època daurada
La millor etapa del club en tots els aspectes va ser des de finals dels seixanta fins a inicis dels vuitanta. Un gran suport del poble va acompanyar els majors èxits esportius fins al moment, assolits per jugadors masnovins i formats a la casa. L'estiu del 1970 se celebraven les noces d'or amb un partit commemoratiu contra el primer equip del FC Barcelona. Dos anys més tard i després de dues temporades fregant l'objectiu el CD Masnou aconseguia el major èxit de la seva història amb el primer ascens a Tercera Divisió Nacional, llavors tercer nivell del futbol estatal (Segona B actual). A més aquell històric equip de la temporada 1972-73 participava en la Copa del Rei, també per primera vegada en la història de l'entitat. Com es convertiria posteriorment en tònica habitual al club, la Tercera Divisió tan sols es va aguantar una temporada, tot i que només caldria esperar dos anys per poder tornar a recuperar la Tercera Divisió. La 1975-76 seria la segona i l'última temporada al tercer esglaó del futbol nacional.
L'any 1977 la reestructuració del futbol espanyol retornava el Masnou a la Tercera Divisió, llavors ja agrupada per grups de comunitats autònomes, i aquest cop si ho feia per quedar-se. Un periple de quatre temporades (1977-1981), amb tres permanències molt sofertes, que encara actualment és el període més llarg a la màxima categoria que ha trepitjat el club. A la 1979-80 el Masnou va deixar empremta també a la Copa del Rei, amb una eliminatòria històrica contra l'Espanyol, que el 8 de gener de 1980 no va poder passar de l'empat en el partit d'anada a la Carretera d'Alella (2-2).

### Ascensos frustrats
El 1985 el Masnou va tornar a Tercera, però tornava a baixar un any després. A partir de llavors, el primer equip quedaria estancat durant dues dècades a les categories territorials catalanes, arribant a baixar fins a Primera Territorial la temporada 1993-94. Des del 1996 el Municipal de la Carretera d'Alella va ser un clàssic de la Primera Catalana. Durant deu anys els masnovins van estar lluitant a la part alta, però sense tenir mai sort a les darreres jornades. Ascensos que es tenien a la mà es van volatilitzar, amb una especial dosis tràgica el 26 de maig del 2004 quan el Masnou va deixar escapar l'ascens empatant a casa contra el Tortosa (2-2) amb tota la festa preparada. Un any després novament es tornaria a escapar caient també a casa en la penúltima jornada davant l'Europa, però finalment la maldició s'acabava el 21 de maig del 2006. La victòria al camp del Sant Celoni (0-2) suposava l'ascens a Tercera i el retorn després de 21 anys a categoria nacional.
Aquesta vegada l'aventura a Tercera seria de dos anys. Al setembre del 2006 el Masnou va aconseguir liderar la lliga durant les quatre primeres jornades, però només seria un miratge, ja que fins a l'últim minut de la darrera jornada i gràcies a una remuntada icreïble a Peralada (3-4) no s'assoliria la permanència. L'any següent el descens seria inevitable. L'arribada al club l'entrenador argentí Claudio Festa va tornar a portar èxits. A la primera temporada es va escapar l'ascens a la darrera jornada, novament contra el Tortosa, però a la 2009-10 el Masnou completava un doblet històric amb la consecució del prestigiós Torneig d'Històrics a l'estiu i el retorn a Tercera el juny del 2010. Una nova salvació agònica (2010-11), un nou descens (2011-12) i un nou ascens (2012-13), fan que l'equip torni a estar instal·lat a Tercera Divisió buscant establir-s'hi definitivament. El març de 2015 el seu tècnic Miguel López visità l'entrenament del Bayern de Múnic convidat per Josep Guardiola.

## Palmarès
- 3 cops campió de Regional Preferent (1971-72, 1974-75, 1995-96)
- 2 cops campió de Primera Regional (1968-69, 1993-94)
- 1 cop campió del Torneig d'Històrics (2009)

## Temporades
Fins a l'any 2014-15 el club ha militat 13 vegades a Tercera Divisió i 14 a Primera Catalana.
| - 1952-53: 1a Categoria B 18è - 1953-54: Aficionats - 1954-55: Aficionats - 1955-56: Aficionats - 1956-57: Aficionats - 1957-58: Aficionats - 1958-59: Aficionats - 1959-60: Aficionats - 1960-61: Aficionats 2n - 1961-62: 2a Territorial - 1962-63: 2a Territorial - 1963-64: 2a Territorial - 1964-65: 2a Territorial 2n - 1965-66: 1a Territorial 16è - 1966-67: 1a Territorial 8è - 1967-68: 1a Territorial 16è | - 1968-69: 1a Territorial 1r - 1969-70: Terr. Preferent 4t - 1970-71: Terr. Preferent 4t - 1971-72: Terr. Preferent 1r - 1972-73: 3a Divisió 18è - 1973-74: Terr. Preferent 6è - 1974-75: Terr. Preferent 1r - 1975-76: 3a Divisió 19è - 1976-77: Terr. Preferent 11è - 1977-78: 3a Divisió 17è - 1978-79: 3a Divisió 18è - 1979-80: 3a Divisió 18è - 1980-81: 3a Divisió 20è - 1981-82: Terr. Preferent 6è - 1982-83: Terr. Preferent 5è - 1983-84: Terr. Preferent 4t | - 1984-85: Terr. Preferent 2n - 1985-86: 3a Divisió 16è - 1986-87: Terr. Preferent 13è - 1987-88: Terr. Preferent 12è - 1988-89: Terr. Preferent 7è - 1989-90: Terr. Preferent 10è - 1990-91: Terr. Preferent 8è - 1991-92: 1a Div. Catalana 17è - 1992-93: Terr. Preferent 16è - 1993-94: 1a Territorial 1r - 1994-95: Terr. Preferent 2n - 1995-96: Terr. Preferent 1r - 1996-97: 1a Div. Catalana 7è - 1997-98: 1a Div. Catalana 12è - 1998-99: 1a Div. Catalana 7è - 1999-00: 1a Div. Catalana 10è | - 2000-01: 1a Div. Catalana 10è - 2001-02: 1a Div. Catalana 11è - 2002-03: 1a Div. Catalana 8è - 2003-04: 1a Div. Catalana 6è - 2004-05: 1a Div. Catalana 5è - 2005-06: 1a Div. Catalana 2n - 2006-07: 3a Divisió 17è - 2007-08: 3a Divisió 20è - 2008-09: 1a Div. Catalana 6è - 2009-10: 1a Div. Catalana 3r - 2010-11: 3a Divisió 16è - 2011-12: 3a Divisió 20è - 2012-13: 1a Div. Catalana 2n - 2013-14: 3a Divisió 14è - 2014-15: 3a divisió 9é - 2020-21: 2a Divisió Catalana |